# Pistole vz. 70
Pistole vzor 70 je československá samonabíjecí pistole vyráběná Českou zbrojovkou Uherský Brod.

## Historie
Pistole vzor 70 je mírně upravenou verzí pistole vzor 50 vyráběné v letech 1950 až 1969. Oproti pistoli vzor 50 má novější vzor 50/70 hranatější rukojeť, kratší křidélko pojistky a kohout s otvorem. Protože výroba navázala na vzor 50, číslování zbraní kontinuálně pokračovalo a některé pistole vzor 50 byly později repasovány, je občas obtížné oba vzory odlišit. Celkem bylo pistole vzor 70 vyrobeno v České zbrojovce Uherský Brod 745 000 ks, a to převážně na export.

## Uživatelé
Pistole vzor 70 byla užívána v Československu zejména příslušníky SNB a dalšími bezpečnostními složkami. Ve této službě spolu s původním vzorem 50 vystřídala pistoli ČZ vz. 27, používanou od první republiky. Jako služební zbraň byla nahrazena pistolí vzor 82 užívající náboje 9 mm Makarov. Pistole vzor 70 byla i přesto používaná jednotkami Policie ČR ještě v polovině 90. let.

## Základní údaje
- Kategorie: Samonabíjecí pistole
- Výrobce: Česká zbrojovka Uherský Brod (Přesné strojírenství, národní podnik, Uherský Brod)
- Vyráběna: 1970–1983
- Ráže: 7,65 Browning
- Kapacita zásobníku: 8 nábojů
- Délka: 167 mm
- Délka hlavně: 96 mm
- Hmotnost: 0,70 kg